# Ronald Braunstein
Ronald Braunstein (Shirley, 27 luglio 1955) è un compositore, direttore d'orchestra, pianista, violinista, scrittore e lettore statunitense.
È direttore d'orchestra e direttore musicale della Me2/Orchestra, l'unica organizzazione mondiale di musica classica creata per persone che vivono con malattie mentali e le persone che le sostengono. Vive a South Burlington, Vermont con sua moglie, Caroline.

## Biografia
Braunstein è cresciuto a Pittsburgh, in Pennsylvania. Da bambino ha suonato il pianoforte e ha studiato violino con Eugene Phillips dell'Orchestra Sinfonica di Pittsburgh. Da adolescente iniziò a comporre musica e frequentò la North Carolina School of the Arts. Si laureò con un diploma in composizione musicale.
Nel 1973 Braunstein iniziò il suo corso di laurea alla Juilliard School of Music, dove studiò composizione con Elliott Carter e Milton Babbitt. Nello stesso anno fu insignito del BMI Student Composition Award. In seguito cambiò il suo corso di studi e si diplomò alla Juilliard con un Bachelor of Music in direzione d'orchestra nel 1978.
Durante le estati Braunstein ricevuto un'ulteriore formazione mentre frequentava il Mozarteum di Salisburgo, Fontainbleau e il Tanglewood Music Center. Tra i suoi insegnanti figuravano Leonard Bernstein, Seiji Ozawa e Nadia Boulanger.

## Inizio della carriera
Nel 1979, all'età di 23 anni, Braunstein divenne il primo americano a vincere la medaglia d'oro al Concorso internazionale di direzione Herbert von Karajan a Berlino. Trascorse i successivi quattro anni come apprendista con Herbert von Karajan e la Berliner Philharmoniker.
Il concorso Karajan lanciò la sua carriera. Nel corso del decennio successivo Braunstein diresse orchestre in tutto il mondo, tra cui la San Francisco Symphony, la Filarmonica di Oslo, l'Orchestra Sinfonica di Radio Stoccarda, la Residentie Orchestra di L'Aia, Israel Sinfonietta, l'Orchestra della Svizzera italiana, l'Orchestra Filarmonica di Auckland, l'Orchestra Nazionale di Taiwan, la Kyoto Symphony, l'Orchestra Filarmonica di Osaka e l'Orchestra Sinfonica di Tokyo. Lavorò anche come direttore musicale della Texas Chamber Orchestra.
Negli anni '80 Braunstein entrò nello staff dirigenziale della Juilliard School of Music e all'American Opera Center. Durante quel periodo ha diretto concerti orchestrali, produzioni operistiche e musical ed è stato direttore musicale dell'orchestra pre-college della Juilliard per sei stagioni. Alla fine degli anni '80 Braunstein diresse anche l'International House Chamber Orchestra.
In seguito al suo ruolo alla Juilliard Braunstein è stato direttore musicale dell'orchestra della divisione preparatoria della Mannes School of Music, una posizione che ricoprì per sette stagioni.
Braunstein fu assunto come direttore musicale della Vermont Youth Orchestra Association nel 2010. Fu licenziato da questa posizione dopo solo pochi mesi. Citò in giudizio l'organizzazione e uno dei suoi fondatori, Carolyn Long, per discriminazione, diffamazione e calunnia. La causa si risolse in via extragiudiziale nel 2011 e in una dichiarazione pubblica sia l'organizzazione che Braunstein ammisero di aver riscontrato i sintomi del disturbo bipolare.

## La Me2/Orchestra
A Braunstein era stato diagnosticato un disturbo bipolare nel 1985 e gli alti e bassi della sua carriera hanno spesso seguito la mania e la depressione associati a questa malattia. Nel 2011 decise di creare un proprio gruppo che potesse ospitare persone che vivono con malattie mentali.
Braunstein e Caroline Whiddon (che in seguito sposò) co-fondarono Me2/Orchestra ("me, too" orchestra ("Io anche")), l'unica organizzazione di musica classica del mondo creata per persone con malattie mentali e per le persone che le assistono. La missione dell'organizzazione è quella di presentare spettacoli esilaranti che incoraggiano il dialogo sui problemi di salute mentale e cancellano lo stigma che circonda le malattie mentali.
Me2/Orchestra lanciò la sua orchestra di punta a Burlington, nel Vermont, nel settembre 2011. Tre anni dopo l'organizzazione si è espansa per includere un'orchestra nella più grande area di Boston, nel Massachusetts. Braunstein presta servizio come direttore musicale e direttore di entrambe le orchestre.
Negli anni trascorsi dal lancio di Me2/, Braunstein ha ricevuto un'esposizione mediatica internazionale nell'attirare l'attenzione sui problemi di salute mentale. Braunstein e Me2/ sono stati descritti dall'Associated Press, dalla BBC News e da Al Jazeera America.